# Urteil des Bundesverfassungsgerichts zum Zuwanderungsgesetz 2002
Das Bundesverfassungsgericht erklärte mit Urteil vom 18. Dezember 2002 das Zuwanderungsgesetz 2002 aus formellen Gründen für verfassungswidrig und daher nichtig. Damit trat das Gesetz nicht am 1. Januar 2003 in Kraft. Von der Nichtigkeitsfolge wurden auch die Regelungen erfasst, die am 26. Juni und 1. Juli 2002 wirksam geworden waren.
Nach dieser Entscheidung brachte die Regierung auf Initiative von Bundesinnenminister Otto Schily das Gesetz im Januar 2003 erneut ein, es trat in der entsprechenden Fassung am 1. Januar 2005 in Kraft.

## Politischer Hintergrund
Während die Unions-geführte Opposition im Deutschen Bundestag sich gegenüber der rot-grünen Mehrheit nicht durchsetzen konnte, zeichnete sich im Bundesrat eine Stimmengleichheit ab, so dass es auf die Stimmen des Landes Brandenburg ankam. Die dort regierende große Koalition aus SPD und CDU hatte in ihrem Koalitionsvertrag generell vereinbart, sich bei mangelnder Einigung im Bundesrat der Stimme zu enthalten (Bundesratsklausel). Dies hätte das Gesetz blockiert. Der Ministerpräsident Manfred Stolpe hatte deutlich gemacht, dass er davon abweichen und Widerspruch von anderen Ministern seines Kabinetts nicht dulden werde. CDU-Minister, die zugleich als Bundesratsmitglieder für die brandenburgische Regierung bestellt waren, standen vor dem Dilemma, die Regierungskoalition zu gefährden bzw. ihre spontane Abbestellung durch den Ministerpräsidenten zu provozieren oder das ungewollte Gesetz passieren zu lassen.
Das Bundesratsmitglied Jörg Schönbohm (CDU) hatte sich daher entschlossen – in Absprache mit anderen Bundesratsmitgliedern CDU-regierter Länder, namentlich Peter Müller und Roland Koch – einmalig in Dissens zu stimmen und danach sich nicht eindeutig zu äußern, während die anderen Mitglieder für ihn appellieren. 
siehe weitere Abschnitte in den Hauptartikeln Bundesrat, Zuwanderungsgesetz

## Tragende Gründe des Urteils
Zur Begründung ihrer Entscheidung führt die Senatsmehrheit aus:
- Das Zuwanderungsgesetz verstößt gegen Art. 78 GG und ist daher nichtig. Es ist wegen der in ihm enthaltenen Bestimmungen über das Verwaltungsverfahren ein zustimmungsbedürftiges Gesetz, das jedoch im Bundesrat nicht die erforderliche Mehrheit der Stimmen erhalten hat.
  - An einer Zustimmung des Landes Brandenburg fehlt es, weil bei Aufruf des Landes im Bundesrat die Stimmen nicht einheitlich abgegeben wurden. Die Länder werden jeweils durch ihre anwesenden Bundesratsmitglieder vertreten. Dabei geht das Grundgesetz von der einheitlichen Stimmabgabe aus und respektiert die Praxis der landesautonom bestimmten Stimmführer, ohne seinerseits mit Geboten und Festlegungen in den Verfassungsraum des Landes überzugreifen (Impermeabilität). Der Abgabe der Stimmen durch einen Stimmführer kann jedoch jederzeit durch ein anderes Bundesratsmitglied desselben Landes widersprochen werden. Damit entfalle die Stimmführerschaft. Hier hat das im Abstimmungsverfahren aufgerufene Land Brandenburg seine 4 Stimmen nicht einheitlich abgegeben.
  - Die Uneinheitlichkeit der Stimmenabgabe Brandenburgs ist durch den weiteren Abstimmungsverlauf nicht beseitigt worden. Der Bundesratspräsident durfte nach seiner Feststellung, dass das Land Brandenburg uneinheitlich abgestimmt habe, nicht erneut das Bundesratsmitglied Manfred Stolpe fragen, wie das Land Brandenburg abstimme. Der die Abstimmung leitende Bundesratspräsident ist zwar grundsätzlich berechtigt, bei Unklarheiten im Abstimmungsverlauf eine Klärung herbeizuführen und auf eine wirksame Abstimmung des Landes hinzuwirken. Besteht jedoch ein einheitlicher Landeswille erkennbar nicht und ist nach den gesamten Umständen nicht zu erwarten, dass ein solcher noch während der Abstimmung zustande kommen werde, entfällt das Recht zur Nachfrage. Hier lag der Wille des Landes Brandenburg zur uneinheitlichen Abstimmung klar zutage. Es bestand Klarheit über den Dissens.
  - Selbst wenn ein Nachfragerecht des Bundesratspräsidenten grundsätzlich unterstellt wird, führt dies zu keinem anderen Ergebnis. Die Nachfrage hätte nur in der gebotenen neutralen Form erfolgen dürfen. Dazu bestanden zwei Möglichkeiten: Entweder hätte das Land Brandenburg in der laufenden Abstimmung ein zweites Mal aufgerufen werden können. Damit wäre die Frage, wie das Land abstimme, an alle anwesenden Bundesratsmitglieder gerichtet worden. Oder der Bundesratspräsident hätte – wie geschehen – ein Bundesratsmitglied des Landes direkt fragen dürfen, dann aber hätte nach dem „Ja“ des Ministerpräsidenten zur Vermeidung von Unklarheit auch Minister Schönbohm gefragt werden müssen, ob er bei seinem „Nein“ bleibe. Dem Schweigen ohne vorangehende Frage kommt kein rechtlicher Erklärungswert in einer Abstimmung zu; es besteht keine Pflicht zum ungefragten Zwischenruf.

## Sondervotum der Richterinnen Osterloh und Lübbe-Wolff
Richterin Osterloh und Richterin Lübbe-Wolff stimmen der Senatsmehrheit darin zu, dass bei der Abstimmung über das Zuwanderungsgesetz das Land Brandenburg zunächst nicht einheitlich gestimmt hat. 
Ihrer Auffassung nach war das Land Brandenburg jedoch berechtigt, das im ersten Durchgang gezeigte Abstimmungsverhalten zu korrigieren. Sie tragen das Urteil im Ergebnis nicht mit. Denn das Gericht hat diesen Befund außer Acht gelassen und eine unvollständige Prüfung durchgeführt: 
- Wegen des Wortlauts von Art. 51 Abs. 3 Satz 2 GG bestehen schon Zweifel daran, dass bei uneinheitlicher Abstimmung eines Landes überhaupt davon gesprochen werden kann, es habe eine wirksame Stimmabgabe im Rechtssinne stattgefunden. Schon aus diesem Grund bestand ein Recht des Landes, seine Stimmen erneut und nunmehr wirksam abzugeben.
- Selbst wenn die Nachfrage des Bundesratspräsidenten Wowereit unzulässig gewesen wäre, bedeutet dies nicht, dass das Land Brandenburg sein Korrekturrecht nicht mehr wirksam ausüben konnte. Die Auffassung der Senatsmehrheit läuft darauf hinaus, dass der Bundesratspräsident das Recht eines Landes zur Korrektur seiner Stimmabgabe beseitigt, wenn er dem Land unveranlasst die Gelegenheit dazu anbietet oder falsch danach fragt. Dass jemand durch inkorrektes Verhalten eines Anderen Rechte einbüßt, also wie hier sein Recht auf Willenskundgabe und Mitwirkung an der Gesetzgebung verliert, ist dem Rechtssystem fremd. Die Verfassung kennt kein „Handeln zu Lasten Dritter“.
- Der Bundesratspräsident hat mit seiner Nachfrage vielmehr einen neuen Abstimmungsdurchgang eröffnet. In diesem zweiten Durchgang kam es nicht mehr auf die zuvor uneinheitlich abgegebenen Stimmen an, sondern darauf, ob das Land nunmehr einheitlich abstimmen würde. Das ist geschehen. Der Minister Schönbohm hat den Dissens nicht aufrechterhalten. Er hat sich nicht getraut erneut mit Nein zu votieren, er hat nämlich gar nicht votiert. Seine Worte „Sie kennen meine Auffassung, Herr Präsident“ sind in diesem Kontext irrelevant. Auf die mit diesen Worten bekräftigte Auffassung kam es aber nicht an. Art. 51 Abs. 3 Satz 2 GG verlangt nicht, dass die Vertreter eines Landes im Bundesrat einheitlicher Auffassung sind. Eben deshalb ist es notwendig, zwischen Stimmabgaben und Auffassungskundgaben präzise zu unterscheiden. Das Grundgesetz stellt ausschließlich auf die Einheitlichkeit der Stimmabgabe ab und postuliert typusstreng nur die Voten Ja, Nein, Enthaltung. Ein zweiter Dissens der Bundesratsmitglieder Brandenburgs ist daher nicht gegeben.
- Das Land Brandenburg war befugt, in jedem Abstimmungsdurchgang – solange er läuft – sein Votum zu ändern oder zurückzuziehen oder durch Uneinheitlichkeit zu erschüttern.
- Allenfalls nach etwaiger Feststellung, der Dissens bestehe in der zweiten Stimmabgabe fort, könnte der Bundesratspräsident davon ausgehen das Land Brandenburg werde in dieser Abstimmung kein einheitliches Votum abgeben, so dass sich weiteres Nachfragen erübrige.